# Brookline (Massachusetts)
Brookline és una població dels Estats Units a l'estat de Massachusetts. Segons el cens del 2007 tenia 54.809 habitants.

## Demografia
Segons el cens del 2000, Brookline tenia 57.107 habitants, 25.594 habitatges, i 12.233 famílies. La densitat de població era de 3.247,3 habitants per km².
Dels 25.594 habitatges en un 21,9% hi vivien nens de menys de 18 anys, en un 38,4% hi vivien parelles casades, en un 0% dones solteres, i en un 52,2% no eren unitats familiars. En el 36,7% dels habitatges hi vivien persones soles el 10,1% de les quals corresponia a persones de 65 anys o més que vivien soles. El nombre mitjà de persones vivint en cada habitatge era de 2,18 i el nombre mitjà de persones que vivien en cada família era de 2,86.
Per edats la població es repartia de la següent manera: un 16,6% tenia menys de 18 anys, un 11,7% entre 18 i 24, un 37,3% entre 25 i 44, un 21,9% de 45 a 60 i un 12,4% 65 anys o més.
L'edat mediana era de 34 anys. Per cada 100 dones de 18 o més anys hi havia 79,1 homes.
Entorn del 4,5% de les famílies i el 9,3% de la població estaven per davall del llindar de pobresa.